# 柏木伸介
柏木 伸介（かしわぎ しんすけ、1969年 -）は、日本の小説家。第15回『このミステリーがすごい!』大賞優秀賞受賞。

## 略歴
愛媛県松山市出身・在住。愛媛県立松山東高等学校、横浜国立大学教育学部卒業。愛媛県庁勤務（受賞当時。2019年退職）。
2016年、『県警外事課クルス機関』で第15回『このミステリーがすごい!』大賞優秀賞受賞。応募時のペンネームは森岡伸介。

## 作品リスト

### 単行本
- 『革命の血』（2024年、小学館）

### 文庫
- 『県警外事課クルス機関』（2017年、宝島社）
- 『起爆都市 県警外事課クルス機関』（2018年、宝島社）
- 『スパイに死を 県警外事課クルス機関』（2020年、宝島社）
- 『ドッグデイズ 警部補 剣崎恭弥』（2020年、祥伝社）
- 『バッドルーザー 警部補 剣崎恭弥』（2021年、祥伝社）
- 『夏至のウルフ』（2021年、小学館）
- 『ミートイーター 警部補 剣崎恭弥』（2022年、祥伝社）
- 『ロミオとサイコ 県警本部捜査第二課』（2023年、宝島社）

### アンソロジー
- 『衝撃の1行で始まる3分間ミステリー』（2024年、宝島社）
- 『驚愕の1行で終わる3分間ミステリー』（2024年、宝島社）